# 征服怒海
《征服怒海》（英語：Annapolis）是一部2006年的美國電影，由詹姆斯·法蘭科、泰瑞斯·吉布森、喬丹娜·布魯斯特主演，導演為林詣彬，劇情描述一個年輕人Jake Huard夢想有一日能進入美國安納波利斯海軍學院。2006年1月27日在美國上映。

## 演員
- 詹姆斯·法蘭科 James Franco - Jake Huard
- 泰瑞斯·吉布森 Tyrese Gibson - Cole
- 唐尼·沃爾伯格 Donnie Wahlberg - Lt. Burton
- 布萊恩·古德曼 Brian Goodman
- 喬丹娜·布魯斯特 Jordana Brewster - Ali
- 威爾莫·卡德隆 Wilmer Calderon -Estrada

## 外部連結
- 互联网电影数据库（IMDb）上《Annapolis》的资料（英文）
- 爛番茄上《Annapolis》的資料（英文）
- Box Office Mojo上《Annapolis》的資料（英文）